# 天历 (元朝)
天历（1328年九月十三日—1330年五月七日）是元朝时元文宗图帖睦尔的第一個年号，天曆二年三月四日元明宗即位沿用；八月六日元明宗死，八月十五日元文宗復辟沿用，共计3年。

## 改元
- 致和元年——七月，元泰定帝去世。八月九日，元文宗圖帖睦爾即位，九月十三日有詔改元天曆。[3][4][5]
- 天曆三年——五月八日，改元至順。[6][7]

## 西曆紀年對照表

摛澡堂四庫全書薈要 （明）宋濂 元史·卷三十一.p151

| 天   | 元年   | 二年   | 三年   |
| ---- | ------ | ------ | ------ |
| 公元 | 1328年 | 1329年 | 1330年 |
| 干支 | 戊辰   | 己巳   | 庚午   |

## 出生
1328年：明朝開國皇帝朱元璋

## 深入閱讀
- 李崇智. . 北京: 中華書局. 2004年12月. ISBN 7101025129.
- 鄧洪波. . 臺北: 國立臺灣大學東亞經典與文化研究計劃. 2005年3月  [2021-11-06]. ISBN 9789860005189. （原始内容 (pdf)存档于2007-08-25）.